# N14 (Kamerun)
Die N14 ist eine Fernstraße in Kamerun, die in Mora an der Ausfahrt der N1 beginnt und in Gance an der Grenze nach Tschad endet. Sie ist 36 Kilometer lang.